# The Last Supper (1994)
The Last Supper é um filme de drama estadunidense de 1994 dirigido e escrito por Cynthia Roberts. Estrelado por Daniel MacIvor, Ken McDougall e J.D. Nicholsen, estreou no Festival Internacional de Cinema de Berlim e venceu o Teddy Award.

## Sinopse
Chris é um dançarino que está morrendo por conta da AIDS. Ele escolhe terminar seu sofrimento através da eutanásia. Em suas últimas horas, com a ajuda de seu namorado e de seu doutor, ele é rodeado por que fez sua vida ser especial, e cria sua obra prima ao coreografar sua própria morte. 

## Elenco
- Daniel MacIvor - Dr. Parthens
- Ken McDougall - Chris
- J.D. Nicholsen - Val